# Eberhard von Monheim
Eberhard von Monheim (1275 – dopo il 1346) fu Gran Maestro dell'Ordine di Livonia e membro dell'Ordine teutonico, in carica dal maggio 1328 al giugno 1340.

## Biografia
Eberhard von Monheim fu commendatore di Windau (odierna Ventspils) dal 1313 al 1314 e dal 1314 al 1328 fu di stanza presso Goldingen (Kuldīga). Il 25 maggio 1328 fu eletto Landmeister dell'Ordine di Livonia.
Nello stesso anno, poco dopo il suo insediamento, la città di Riga si rivoltò contro i cristiani di Livonia.
Il 23 Giugno 1328 i livi (popolazione lettone) incendiarono infatti il quartiere di Daugavgriva (Dünamünde), a nord-ovest di Riga dove, dal 1305, l'Ordine aveva una roccaforte chiave per controllare la navigazione sul fiume Daugava sino al Mar Baltico.

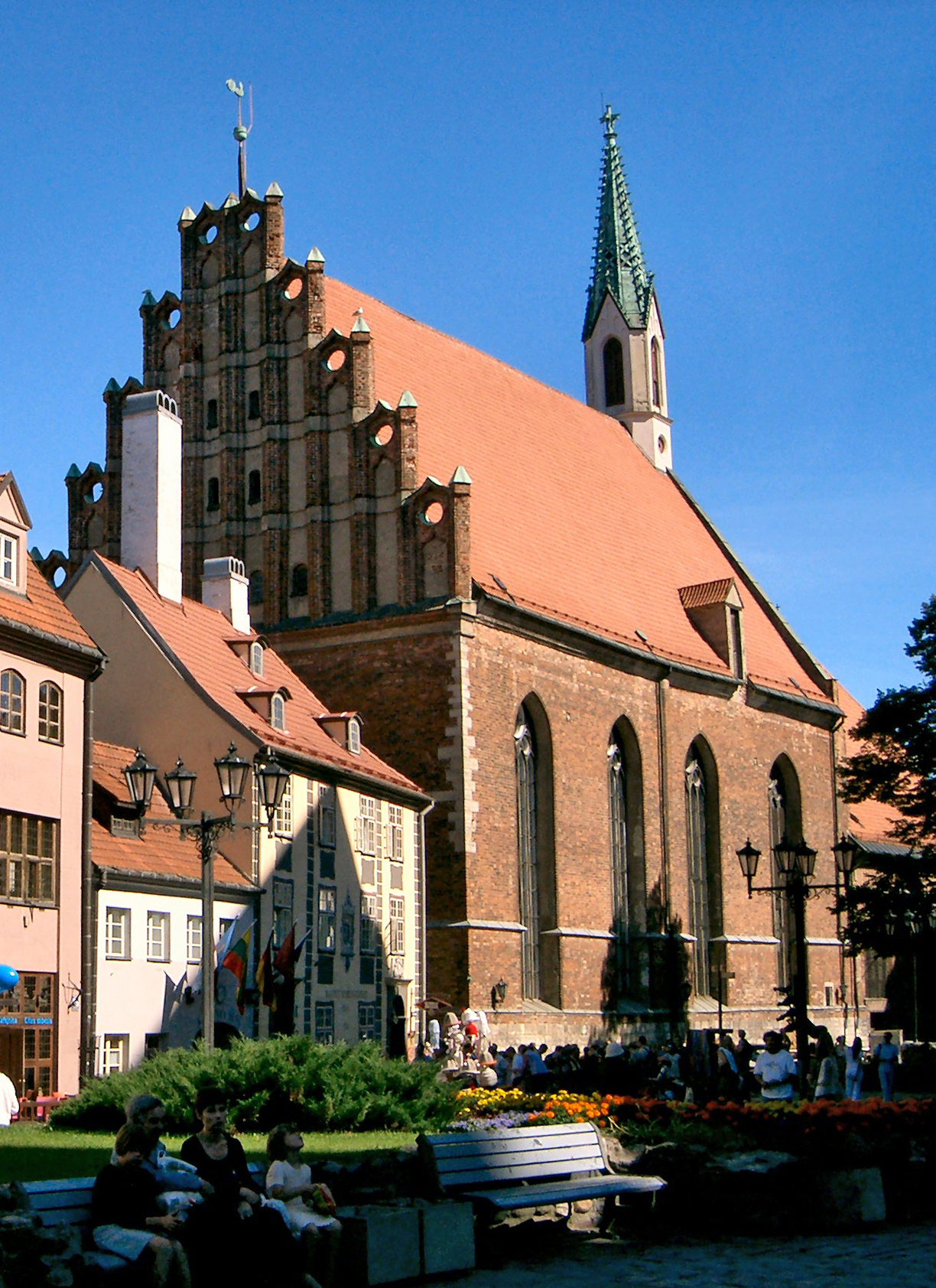
Chiesa di San Giovanni presso la capitale lettone, realizzata sulle ceneri di ciò che restava del vecchio castello

La borghesia di Riga chiese aiuto ai lituani i quali, nel settembre 1329, organizzarono una campagna verso Paistu, nell'Estonia meridionale. Dopo aver respinto l'assedio dei lituani, Eberhard von Monheim fece costruire delle mura attorno a Riga, bloccando così i movimenti dei cittadini rivoltosi. Tale edificazione comportò degli effetti collaterali, quale lo scoppio di una grave carestia a causa della paralisi dei commerci patita dalla città.
Il 17 marzo 1330, Eberhard von Monheim fece rimuovere parzialmente le mura e fece quindi costruire fuori dal perimetro dalla città una fortezza-monastero, divenuta poi il Castello di Riga. Il castello servì come residenza del Landmeister dell'Ordine di Livonia, ma a causa di continui conflitti con i cittadini di Riga la residenza fu trasferita a Cēsis.
Nel 1340, von Monheim intraprese un'altra campagna contro i lituani, ma fallì a causa delle condizioni climatiche avverse nel corso dell'inverno di quell'anno. Il 24 giugno 1340 si dimise dall'incarico. Il suo successore fu Burchard von Dreileben, che governò l'Ordine dal 1340 al 1345. Eberhard lasciò la Livonia a seguito della sua rinuncia e fu, fino al 1346, commendatore della Chiesa dedicata a Santa Caterina costruita dai teutonici a Colonia e/o (è incerto) presso Malines nell'attuale Belgio, entrambi facenti capo a Coblenza.